# سياه استخر (سمام)
سیاه استخر (بالفارسية: سیاه استخر) هي قرية تقع في إيران في غيلان. يقدر عدد سكانها بـ 35 نسمة بحسب إحصاء 2016.